# Zotepin
Zotepin (Nipolept, Losizopilon, Lodopin, Setous) je atipični antipsihotik koji se koristi za tretiranje akutne i hronične šizofrenije. On je u upotrebi u Nemačkoj od 1990. i Japanu od 1982. Zotepin nije odobren za upotrebu u Sjedinjenim Državama.

## Farmakologija
Antipsihotičko dejstvo zotepina je posredovano putem njegovog antagonistnog dejstva na dopaminske i serotoninske receptore. Zotepin ima visok afinitet za D1 i D2 receptore. On takođe utiče na 5-2A, , , i 5-7 receptore. Osim toga on je inhibitor norepinefrinskog preuzimanja, što verovatno doprinosi njegovoj efikasnosti protiv negativnih simptoma šizofrenije.

## Spoljašnje veze
- [http://di.m-pharma.co.jp/file/if/f_los.pdf

|  | Molimo Vas, obratite pažnju na važno upozorenje u vezi sa temama iz oblasti medicine (zdravlja). |